# Feketebalog
Feketebalog (szlovákul Čierny Balog) község Szlovákiában, a Besztercebányai kerületben, a Breznóbányai járásban. Dobrocs, Dolina, Fajtov, Karám, Medvés, Pusztás, Vidrás, és Zólyomjánosi tartozik hozzá.

## Fekvése
Breznóbányától 9 km-re délre, a Fekete-Garam partján fekszik. Lakosságának többsége környező kis szétszórt hegyi településeken él.

## Története
A község területe ősidők óta lakott, határában a pilinyi és lausitzi kultúra emlékeit tárták fel.
A falut a 16. században favágók alapították, 1545-ben említik először. Lakói felmentést kaptak az adófizetés alól.
A 18. század végén Vályi András így ír róla: „BALOG. Tót falu Zólyom Vármegyében, lakosai katolikusok, fekszik Hronat falunak szomszédságában, mellynek filiája; határja meglehetős, fája elég, réttye, legelője jó, harmadik Osztálybéli.”
Fényes Elek 1851-ben kiadott geográfiai szótárában így ír a faluról: „Balogh, tót falu, Zólyom vármegyében, a Feketeviz völgyében: 276 kath., 5 evang. lak. Kath. paroch. templom. Földje sovány; de legelője igen jó; s erdeje derék. F. u. a kamara. Ut. p. Besztercze.”
A trianoni diktátumig Zólyom vármegye Breznóbányai járásához tartozott.

## Népessége
| Év:            | 1994. | 2004.   | 2014.   | 2024.   |
| -------------- | ----- | ------- | ------- | ------- |
| Emberek száma: | 5109  | 5155    | 5185    | 4916    |
| Eltérés:       |       | +0,90 % | +0,58 % | -5,18 % |

| Év:            | 2023. | 2024.   |
| -------------- | ----- | ------- |
| Emberek száma: | 4947  | 4916    |
| Eltérés:       |       | -0,62 % |

1910-ben 4863 lakosából 4653 fő szlovák és 131 magyar magyar anyanyelvű volt.
2001-ben 5067 lakosából 4780 fő szlovák és 252 cigány volt.
2011-ben 5227 lakosából 4657 fő szlovák és 289 cigány volt.
2021-ben 5062 lakosából 4879 (+7) szlovák, 2 magyar, 47 (+30) cigány, 1 ruszin, 25 (+2) egyéb és 108 ismeretlen nemzetiségű volt.

## Neves személyek
- Itt született 1905-ben Göllner Erzsébet szlovák irodalomtörténész, hungarológus, műfordító.

## Nevezetességei

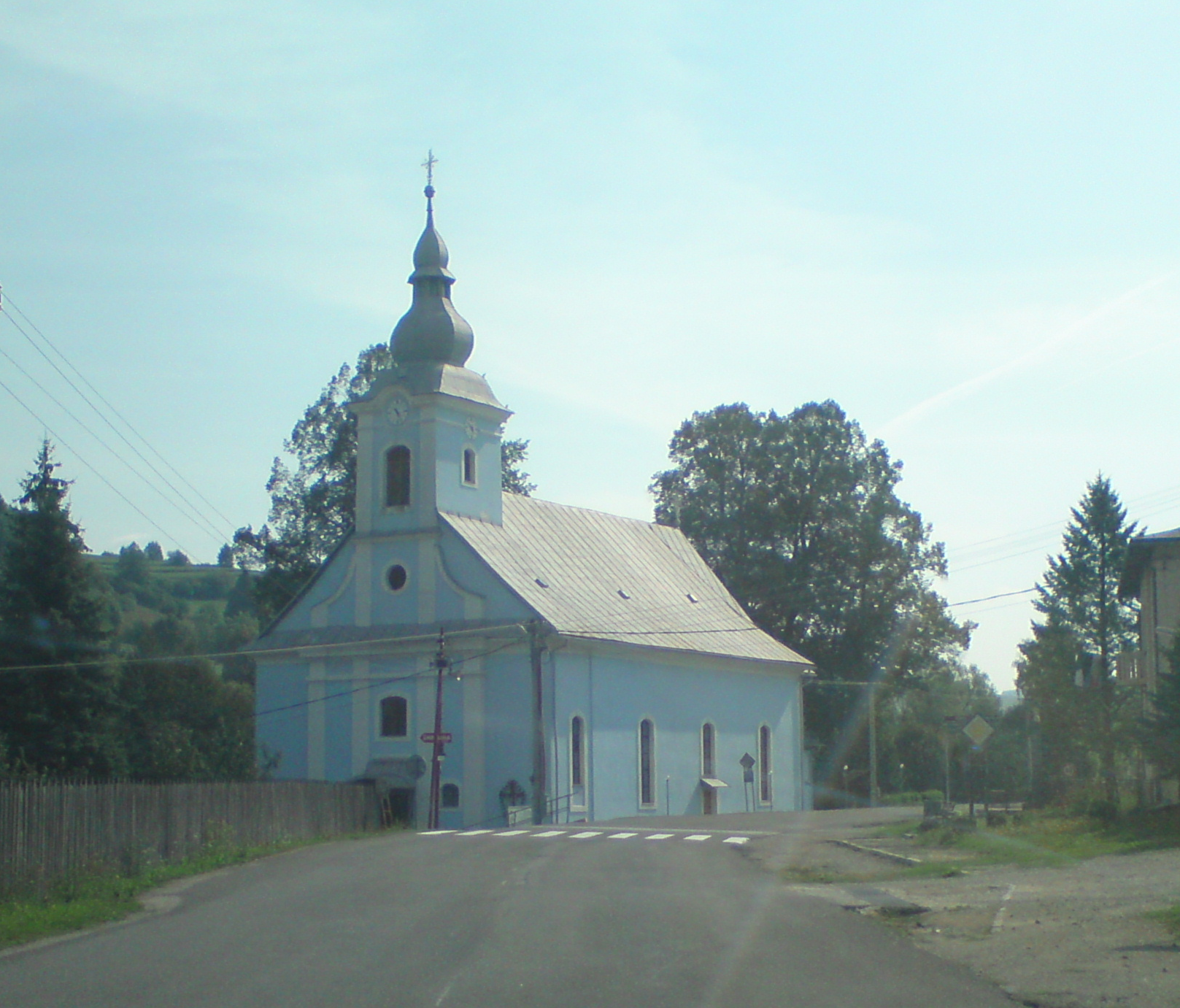
Templom

- A községben közkedvelt síközpont működik étteremmel, sífelvonóval, 6 lesiklópályával.
- A Feketegarami Erdei Vasút Kisbalogból Feketebalogba vezet, építése 1908-ban kezdődött. Ma Szlovákia leghosszabb erdei vasútja.
- 1804-ben klasszicista stílusban épült, Szűz Mária tiszteletére szentel római katolikus temploma.
- A községhez tartozó Vidráson szabadtéri erdészeti múzeum található.
- A falu népi hagyományairól, kézművességéről is híres.
- Farsangi fesztivál.

## Külső hivatkozások
- Feketebalog község hivatalos honlapja
- Községinfó
- Feketebalog Szlovákia térképén
- A síközpont honlapja
- A kisvasút honlapja
- A feketegarami kisvasútról magyarul
- Fotóalbum a faluról
- Ismertető szlovák nyelven
- Képtár a kisvasútról
- A feketebalogi kisvasút
- Feketebalogi sípályák
- E-obce.sk

## Lásd még
- Dobrocs
- Karám
- Medvés
- Pusztás
- Vidrás
- Zólyomjánosi